# 佐賀県道344号伊万里有田線
佐賀県道344号伊万里有田線（さがけんどう344ごう いまりありたせん）は、佐賀県伊万里市から西松浦郡有田町に至る一般県道である。

## 概要
伊万里市新天町から西松浦郡有田町桑古場乙に至る。セラミックロードと呼ばれる。
しかし、伊万里市の一部区間に未開通区間があり、全線走破することはできない。その未開通区間は現在整備が進んでおり、2018年（平成30年）度から着工し、2027年度に完成予定。完成すれば慢性的な渋滞が発生している国道202号の渋滞が解消される。

### 路線データ
- 起点：佐賀県伊万里市新天町（新田橋交差点、国道202号交点、佐賀県道240号伊万里停車場線終点）
- 終点：佐賀県西松浦郡有田町桑古場（桑古場交差点、国道35号交点、長崎県道・佐賀県道4号川棚有田線終点）
- 総延長：14 km[1]

## 歴史
- 1998年（平成10年）度 - 事業化[1]。
- 2018年（平成30年）度 - 山谷牧工区着工[3]。
- 2022年（令和4年）3月26日 - 山谷牧工区（1.7 km）開通[1][2][4]。

## 路線状況

### 通称
- セラミックロード[1][2]

### 重複区間
- 佐賀県道281号大木有田線（西松浦郡有田町大木宿乙 - 西松浦郡有田町広瀬甲）
- 佐賀県道281号大木有田線（西松浦郡有田町本町丙 - 西松浦郡有田町岩谷川内1丁目）

### 道路施設

#### 橋梁
- 長筬橋（新田川、伊万里市）
- 松葉橋（広瀬川、西松浦郡有田町）
- 第二穂波の尾橋（黒牟田川、西松浦郡有田町）
- 第2新南川良原橋（有田川、西松浦郡有田町）
- 新南川良原橋（有田川、西松浦郡有田町）
- 岩崎橋（白川川、西松浦郡有田町）

## 地理

### 通過する自治体
- 伊万里市
- 西松浦郡有田町

### 交差する道路
| 交差する道路                                         | 市町村名 | 市町村名 | 交差する場所  | 交差する場所        |
| ---------------------------------------------------- | -------- | -------- | ------------- | ------------------- |
| 国道202号 国道498号 重複 佐賀県道240号伊万里停車場線 | 伊万里市 | 伊万里市 | 新天町        | 新田橋交差点 / 起点 |
| 佐賀県道281号大木有田線 重複区間起点                 | 西松浦郡 | 有田町   | 大木宿乙      |                     |
| 佐賀県道281号大木有田線 重複区間終点                 | 西松浦郡 | 有田町   | 広瀬甲        |                     |
| 佐賀県道281号大木有田線                              | 西松浦郡 | 有田町   | 外尾山丙      | 有田町外尾山交差点  |
| 佐賀県道281号大木有田線 重複区間起点                 | 西松浦郡 | 有田町   | 本町丙        |                     |
| 佐賀県道281号大木有田線 重複区間終点                 | 西松浦郡 | 有田町   | 岩谷川内1丁目 |                     |
| 国道35号 長崎県道・佐賀県道4号川棚有田線             | 西松浦郡 | 有田町   | 桑古場乙      | 桑古場交差点 / 終点 |

### 交差する鉄道
- 佐世保線

### 沿線
- 伊万里自動車学校
- 松浦鉄道西九州線 夫婦石駅
- 有田町立西有田中学校
- 有田中央公園
- JR九州佐世保線・松浦鉄道西九州線 有田駅